# Riforma dioclezianea dell'esercito romano
La riforma dioclezianea dell'esercito romano rappresentò un primo importante momento nella riorganizzazione delle armate romane, che vide in Diocleziano e nella sua riforma tetrarchica, un primo adeguamento della macchina da guerra romana alle nuove esigenze della politica estera lungo le frontiere imperiali, portata a termine sotto Costantino I (312-337).

## Contesto storico: evoluzione dell'esercito nel III secolo

### Sfondo: l'esercito del Principato
L'esercito regolare del Principato fu stabilito dall'Imperatore Augusto (regno 30 a.C. – 14 d.C.), fondatore dell'Impero, e sopravvisse fino alla fine del III secolo, quando si tramutò nell'esercito tardo-imperiale. L'esercito regolare consisteva di due corpi distinti, entrambi formati principalmente di professionisti volontari.
Le legioni romane d'élite erano consistenti formazioni di fanteria, il cui numero di unità variava tra i 25 e i 33, ognuna composta da circa 5.500 soldati (tutti fanti tranne 120 cavalieri), tutti cittadini romani. Le auxilia consistevano di circa 400 unità di circa 500 soldati ciascuna (una minoranza di queste unità potevano consistere di circa 1.000 soldati), che erano divise in approssimativamente 100 alae di cavalleria', 100 cohortes di fanteria e 200 unità miste di cavalleria/fanteria o cohortes equitatae. Alcuni reggimenti di auxilia erano denominati sagittariorum, indicando che erano composte da arcieri specialisti. Le auxilia pertanto comprendeva la quasi totalità degli arcieri e dei cavalieri dell'esercito romano, oltre ad approssimativamente (almeno a partire dalla fine del I secolo) lo stesso numero di fanti delle legioni. Gli auxilia erano principalmente reclutati tra i peregrini: sudditi provinciali dell'Impero che non avevano ancora ottenuto la cittadinanza romana; tuttavia, gli auxilia ammisero anche cittadini romani nonché barbari, soldati provenienti al di fuori dei confini dell'Impero. In quell'epoca sia le legioni che le auxilia erano quasi tutte situate nelle province di frontiera. L'unica forza militare consistente a immediata disposizione dell'Imperatore era la Guardia pretoriana, armata d'élite composta da 10.000 soldati con sede a Roma.
Gli ufficiali maggiori dell'esercito provenivano, fino almeno al III secolo, principalmente dall'aristocrazia italica. Essa era suddivisa in due ordini, quello senatoriale (ordo senatorius), comprendente all'incirca i 600 membri a sedere del Senato romano e i loro figli e nipoti, e quello equestre, comprendente i più numerosi (alcune migliaia) equites ("cavalieri").
I senatori ereditari e gli equites combinavano il servizio militare con cariche civili, un percorso di ascesa politica noto come cursus honorum, il quale tipicamente cominciava con un periodo iniziale in cui essi ricevevano incarichi amministrativi di minore importanza a Roma, seguito da 5–10 anni in cui ricoprivano incarichi militari e, infine, un periodo finale in cui essi rivestirono cariche di prestigio o nelle province o a Roma. Questa oligarchia di circa 10.000 uomini monopolizzò il potere politico, militare ed economico in un impero di circa 80 milioni di abitanti e riuscì ad ottenere un livello notevole di stabilità politica per lo stato. Nei primi due secoli (30 a.C. – 180 d.C.), l'Impero conobbe un unico episodio veramente importante di guerre civili (la guerra civile del 68–69). Inoltre, i tentativi di usurpazione compiuti dai governatori provinciali furono pochi e agevolmente soppressi.
Per quanto riguarda gli incarichi militari, i membri dell'ordine senatoriale (senatorii) potevano ricoprire esclusivamente i seguente incarichi:
(a) legatus Augusti pro praetore (governatore provinciale di una provincia di frontiera, il comandante supremo delle forze militari della provincia in questione nonché la massima autorità civile della provincia)
(b) legatus legionis (comandante della legione)
(c) tribunus militum laticlavius (deputato del comandante della legione).
Gli equites potevano ricoprire i seguenti incarichi:
(a) governatori (procuratores) dell'Egitto e di poche altre province di importanza minore
(b) i due praefecti praetorio (comandanti della Guardia Pretoriana)
(c) praefectus castrorum (terzo in comando) di una legione e i cinque tribuni militum (ufficiali dello staff maggiore)
(d) praefecti (comandanti) dei reggimenti ausiliari.
A partire dalla fine del I secolo, venne fondato un distinto gruppo equestre, composto da non italici e di carattere militare. Esso fu la conseguenza del costume consolidato da parte dell'Imperatore di elevare il primuspilus (capo centurione) di ogni legione al rango equestre al completamento del suo anno in carica. Questo fece sì che soldati con circa trent'anni di carriera, per lo più non-italici, entrassero nell'aristocrazia ogni anno. Di gran lunga meno benestanti delle loro controparti italiche, molti di questi equites appartenevano a famiglie che fornivano soldati di carriera da generazioni. Tra questi spiccavano gli Illiri romanizzati, i discendenti delle tribù illiriche che abitavano le province romane di Pannonia, Dalmazia e Mesia Superiore, oltre ai limitrofi Traci della Mesia Inferiore e della Macedonia. A partire da Domiziano (regno 81–96), quando più della metà dell'esercito romano era impiegato sulla frontiera danubiana, le province illiriche e tracie divennero le zone di reclutamento più importante per le auxilia e, più tardi, per le legioni.

### I Severi

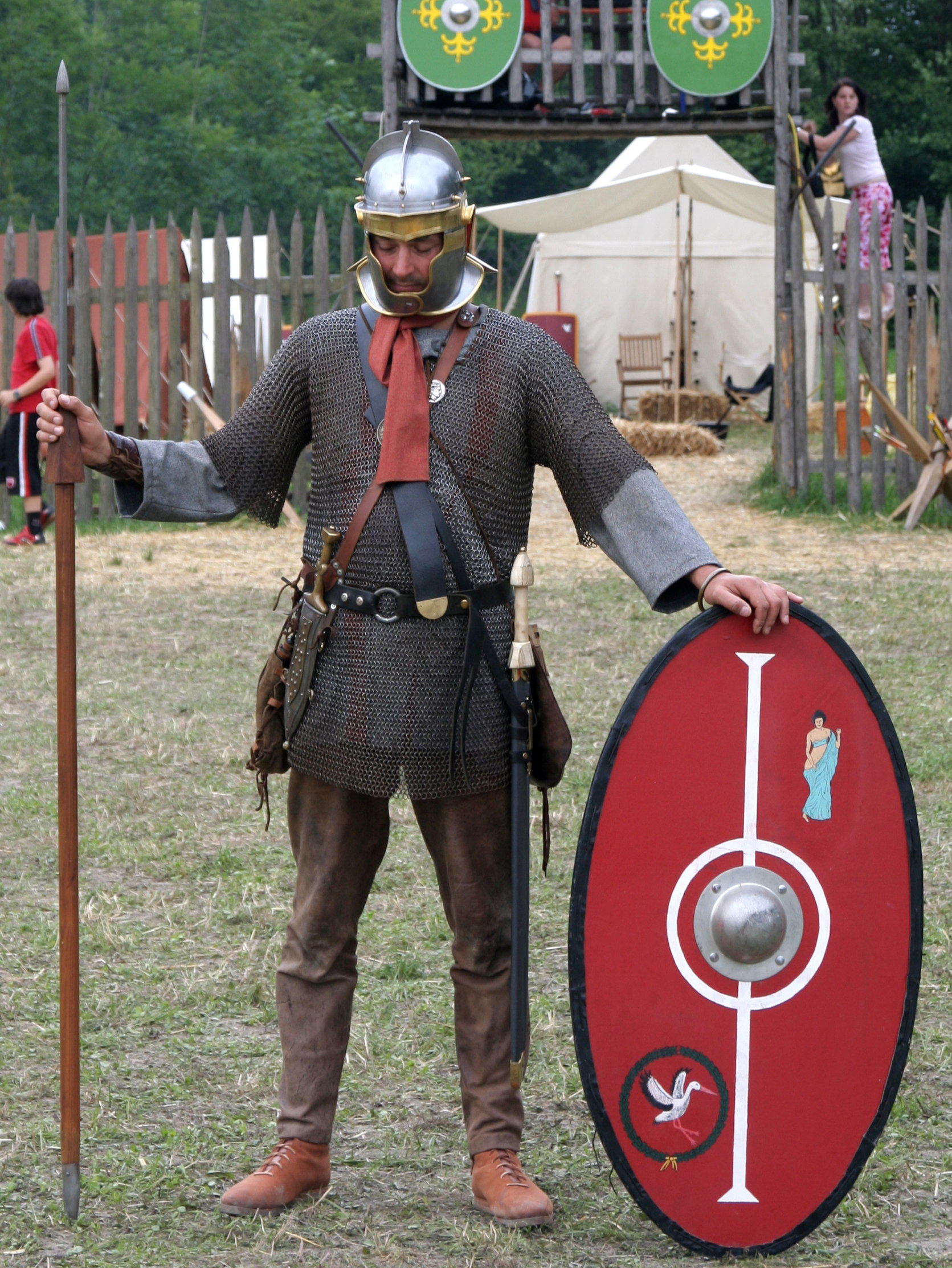
Tipico equipaggiamento di un fante romano del tardo III secolo. L'elmo è di tipo Niederbieber, la spada è una spatha, utilizzata unicamente dalla cavalleria nei primi due secoli. Il soldato porta uno spiculum, ovvero un giavellotto pesante tipo pilum, oltre alla lorica hamata (un tipo di armatura) e uno scudo ovale. Indossava anche tunica, pantaloni e stivali. L'equipaggiamento di un fante del IV secolo era molto simile a quello del III secolo, salvo il fatto che lo spiculum era in genere rimpiazzato da un (hasta) e l'elmo era predominantemente di tipo "Intercisa".

Il principale fattore che portò ad un'evoluzione dell'esercito nel III secolo fu la Constitutio Antoniniana del 212, emanata dall'Imperatore Caracalla (r. 211–18). Questo editto garantì la cittadinanza romana a tutti gli abitanti liberi dell'Impero, ponendo fine alla classe sociale dei peregrini. Conseguenza dell'editto fu che la distinzione tra le legioni, composte fino ad allora da cittadini romani, e reggimenti ausiliari, composti da provinciali, andò cancellata. Se nei primi due secoli, le legioni erano il simbolo (e i garanti) della dominazione degli Italici sui loro popoli sudditi, nel III secolo esse non erano più superiori dal punto di vista sociale delle loro controparti ausiliarie (anche se potrebbero aver conservato il loro rango d'élite dal punto di vista militare) e l'equipaggiamento e l'armatura delle legioni (ad esempio la lorica segmentata) andò fuori fase.
La tradizionale alternanza tra le cariche civili maggiori e militari cadde in disuso nel corso del II e III secolo, allorché l'aristocrazia italica fu progressivamente sostituita al comando delle armate dai primipilares (ex capi centurioni). Nel III secolo, solo il 10% dei prefetti ausiliari di cui si conoscono le origini erano cavalieri italici, mentre nei primi due secoli rappresentavano la maggioranza. Al contempo, i membri dell'ordine equestre sostituirono progressivamente i membri dell'ordine senatoriale ai comandi maggiori. Settimio Severo (r. 193–211) collocò i primipilares equestri al comando delle tre nuove legioni da lui create, mentre Gallieno (260–68) fece lo stesso per tutte le altre legioni, conferendo ai loro comandanti il titolo di praefectus pro legato ("prefetto agente come legato"). L'ascesa dei primipilares potrebbe aver fornito alle armate una conduzione più professionale, ma ebbe anche l'effetto di aumentare le rivolte militari ad opera di generali ambiziosi. Non a caso il III secolo fu caratterizzato da numerosi coups d'état e guerre civili. Molti imperatori del III secolo regnarono pochi anni, venendo nella maggior parte dei casi detronizzati e assassinati da usurpatori in rivolta.
Gli Imperatori risposero all'insicurezza sempre più crescente con un rafforzamento delle forze a loro immediata disposizione. Esse divennero note con il termine di comitatus ("scorta"). Ai 10.000 soldati della Guardia Pretoriana, Settimio Severo aggiunse la Legio II Parthica. Con sede ad Albano Laziale nei pressi di Roma, fu la prima legione ad avere sede in Italia dai tempi di Augusto. Il suddetto Imperatore raddoppiò inoltre le dimensioni della cavalleria di scorta imperiale, gli equites singulares Augusti, che raggiunse così i 2.000 soldati, richiamando distaccamenti selezionati dalle alae sulle frontiere. Il suo comitatus, pertanto, annoverava all'incirca 17.000 soldati, l'equivalente a 31 cohortes di fanteria e 11 alae di cavalleria. La tendenza da parte degli Imperatori di rafforzare l'esercito a difesa della propria persona raggiunse il suo apice nel IV secolo sotto Costantino I il Grande (r. 306–37) il cui comitatus potrebbe aver raggiunto la cifra considerevole di 100.000 soldati, all'incirca un quarto delle dimensioni complessive dell'intero esercito romano dell'epoca.
Con la morte dell'imperatore Alessandro Severo  e la fine della dinastia dei Severi (nel 235), l'Impero romano si trovò ad affrontare una lunga e profonda crisi che sfociò nel periodo denominato dell'anarchia militare. Tale periodo durò per circa un cinquantennio, fino all'ascesa al trono di Diocleziano. Durante i circa 50 anni della crisi si alternarono più di venti imperatori cosiddetti "legittimi" ed un numero doppio di usurpatori sul trono di Roma. Per un certo periodo, dal regno di Gallieno a quello di Aureliano, l'impero fu diviso anche in tre parti: l'Impero Romano propriamente detto, l'Impero delle Gallie ad Occidente e il Regno di Palmira ad Oriente.

### Crisi del III secolo

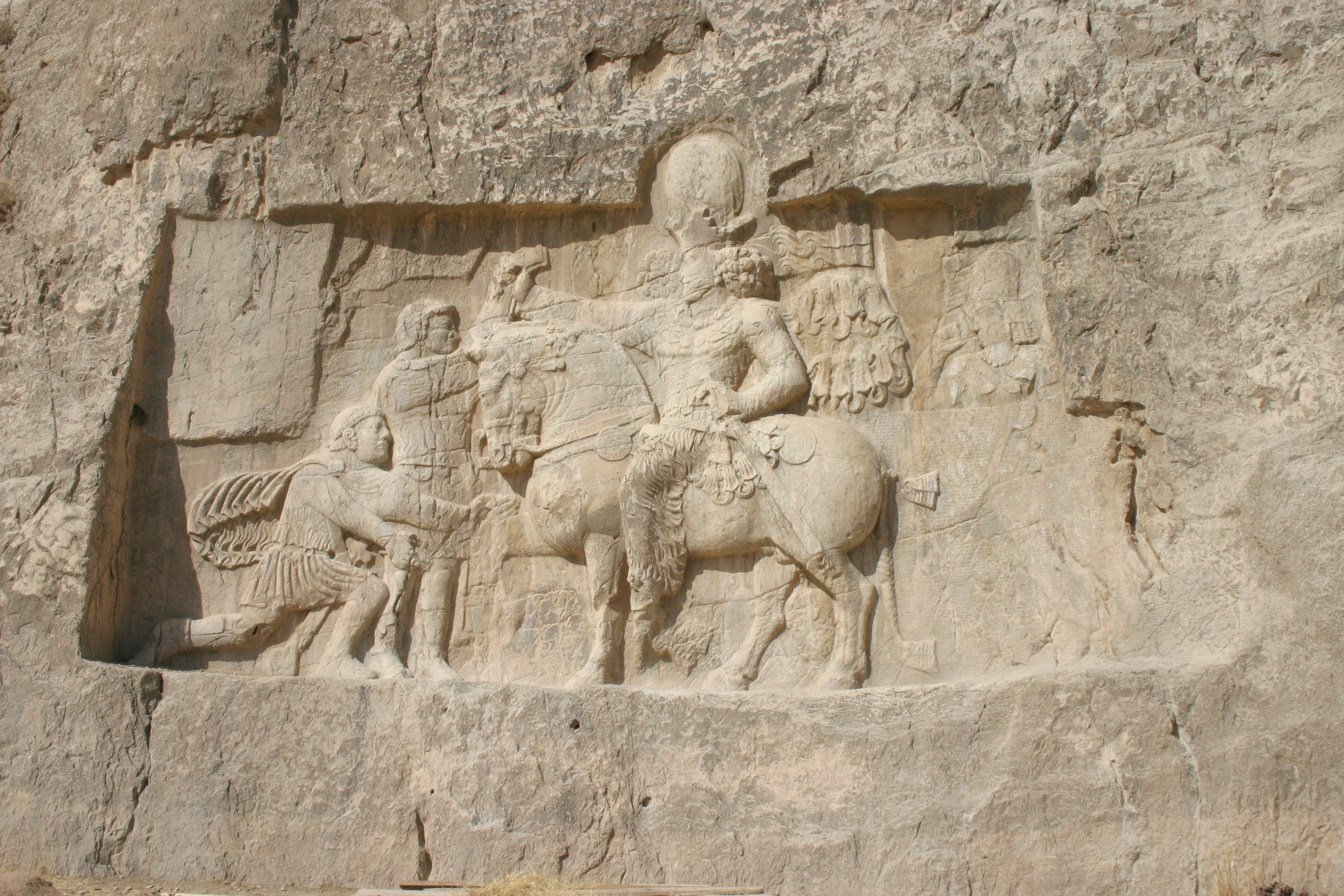
L'Imperatore romano Valeriano (a sinistra, in ginocchio) implora di essere risparmiato dal nemico dopo essere stato catturato dallo Scià di Persia Sapore I (a cavallo) nel corso della Battaglia di Edessa (259), la più umiliante delle disfatte militari patite dall'Impero nella seconda metà del III secolo. Bassorilievo in roccia a Naqsh-e Rostam presso Shiraz, Iran

La pressione dei barbari alle frontiere e dei Sasanidi in Oriente, si era intensificata a tal punto che molti degli imperatori che venivano via via proclamati dalle legioni non riuscirono nemmeno a mettere piede a Roma, né tanto meno a mettere mano a riforme interne durante i loro brevissimi regni, perché permanentemente occupati nelle lotte contro altri pretendenti al trono imperiale o nella difesa del territorio contro i nemici esterni. Il punto più basso si raggiunse nel 260, quando l'imperatore Valeriano, sconfitto in battaglia, fu preso prigioniero dai Sasanidi e morì in cattività senza che fosse possibile intraprendere una spedizione per liberarlo.
E se da un lato l'impero romano sembra abbia attraversato, sotto Gallieno uno dei periodi più "bui" della sua storia, questo imperatore rappresentò il punto di svolta nel tragico periodo della crisi del III secolo, che era seguito alla dinastia dei Severi. Non è un caso che proprio Gallieno sia stato il primo a regnare per quindici anni (sette con il padre ed otto da solo), cosa assai rara se si considera il primo periodo dell'anarchia militare (dal 235 al 253). Era, infatti, dai tempi di Settimio Severo (193-211) che un Imperatore romano non regnava tanto a lungo. Oggi la critica moderna sembra rivalutarne il suo operato, nel tentativo di salvare almeno il "cuore-centrale" dell'Impero romano, creando quindi le basi per una riunificazione territoriale, avvenuta, poco dopo, con gli imperatori illirici (268-282).
Il regno di Gallieno vide l'introduzione di una nuova carica militare maggiore, il cui detentore, con il titolo di dux, avrebbe ricevuto il comando supremo di tutta la cavalleria del comitatus. Questa forza comprendeva gli equites promoti (contingenti di cavalleria distaccati dalle legioni), a cui si aggiunsero unità di cavalleria composte da Illiri (equites Dalmatarum) e unità di cavalleria composte da barbari (equites foederati). Sotto Costantino I, al comandante della cavalleria del comitatus fu conferito il titolo di magister equitum ("maestro della cavalleria"), carica che in tempi repubblicani era detenuta dai dittatori romani. Ma nessuno dei titoli implica l'esistenza di un indipendente "esercito di cavalleria", come è stato suggerito da alcuni studiosi più datati. La cavalleria sotto entrambi gli ufficiali era parte integrante del comitatus composto sia da fanti che da cavalieri, e la fanteria rimase comunque l'elemento predominante di tale forza.
Il III secolo vide una riduzione progressiva delle dimensioni delle legioni che non risparmiò persino alcune unità ausiliarie. Le legioni vennero man mano spezzettate in unità più piccole, come evidenziato dal restringimento e del successivo abbandono delle loro grandi sedi tradizionali, documentato per esempio in Britannia. A ciò si aggiunse, a partire dal secondo secolo, il fenomeno della separazione di alcuni distaccamenti dalle loro unità di origine che divenne in alcuni casi permanente, risultando nella formazione di nuovi tipi di unità, come ad esempio la vexillatio equitum Illyricorum in Dacia nel II secolo e gli equites promoti e il numerus Hnaufridi in Britannia. Questo fenomeno portò alla proliferazione di questi tipi di unità nel IV secolo, generalmente di dimensioni minori di quelle del Principato. Se nel secondo secolo, il termine vexillatio (da vexillum = "insegna") indicava genericamente un qualsiasi distaccamento da una legione o da un reggimento di ausiliari, sia di cavalleria che di fanteria, nel IV secolo indicava un reggimento di cavalleria d'élite.
Risalgono al III secolo le prime attestazioni di unità regolari portanti il nome di tribù barbare (in opposizione ai nomi delle tribù di peregrini). Le unità in questione erano reggimenti di foederati (truppe di alleati legati da un trattato di alleanza a fornire soldati a Roma) convertite in unità regolari, una tendenza che avrebbe accelerato nel corso del IV secolo. La ala I Sarmatarum, con sede in Britannia, era probabilmente composta da alcuni dei 5.500 cavalieri sarmati catturati durante una campagna militari e reclutati a forza e inviati a difendere il Vallo di Adriano dall'Imperatore Marco Aurelio nel 175 ca.. Non vi è evidenza di unità irregolari di barbari diventate parte dell'esercito regolare del Principato fino al III secolo.
La metà del III secolo vide l'Impero precipitare in una crisi militare ed economica che per poco non ne provocò la disgregazione. Essa consistette in una serie di disfatte militari avvenute nel periodo 251–271 allorché la Gallia, le regioni alpine e l'Italia, nonché i Balcani e l'Oriente vennero devastati da Alamanni, Sarmati, Goti e Persiani. Al contempo, l'esercito romano subì gli effetti devastanti di una nuova epidemia di peste, che ora si pensa si trattasse invece di vaiolo, la Peste di Cipriano che insorse nel 251 ed era ancora in corso nel 270, quando provocò il decesso dell'Imperatore Claudio il Gotico (268–70). Dall'analogia con la precedente peste antonina, che flagellò l'Impero verso la fine del II secolo, probabilmente anch'essa vaiolo, si è stimato che tale epidemia provocò il decesso del 15–30% degli abitanti dell'intero Impero. Zosimo descrive la peste di Cipriano come addirittura peggiore. Le armate e, per estensione, le province di frontiera dove avevano sede (e dove venivano reclutate), furono probabilmente quelle che subirono le perdite maggiori, a causa della forte concentrazione di individui e dei loro movimenti frequenti attraverso l'Impero.
La crisi del III secolo generò una reazione a catena di effetti socio-economici che si determinarono decisivi per l'evoluzione dell'esercito tardo-imperiale. La combinazione delle devastazioni barbariche e del ridotto gettito fiscale dovuto alla peste mandò in bancarotta il governo imperiale, che si risolse a emanare monete ancora più svalutate: ad esempio l'antoninianus, la moneta d'argento impiegata per pagare le truppe in questo period, perse il 95% dell'argento contenuto in esso tra la sua introduzione nel 215 e il suo abbandono negli anni 260. Con questo provvedimento fu possibile distribuire una quantità di denaro 20 volte superiore con la stessa quantità di metallo prezioso. Ciò generò altresì una dilagante inflazione dei prezzi: basti pensare che il prezzo di alcuni beni all'epoca di Diocleziano era 67 volte superiore alla tipica cifra del Principato. L'economia monetaria collassò, costringendo l'esercito a fare affidamento su leve di cibo non pagate per ottenere provviste. Le leve di cibo furono requisite senza riguardo per la giustizia, rovinando le province di frontiera dove avevano sede le armate. I salari dei soldati, inoltre, divennero sempre più bassi, riducendo le reclute dell'esercito a un'esistenza a livello di subsistenza. Ciò altresì scoraggiò i volontari e costrinse il governo a fare affidamento in misura sempre maggiore sulla coscrizione e sul reclutamento a larga scala di barbari nell'esercito regolare a causa delle perdite provocate dalla peste. Intorno alla metà del IV secolo, i soldati di origini barbariche probabilmente ammontavano a un quarto di tutte le reclute (e oltre un terzo nei reggimenti di élite), probabilmente una percentuale di gran lunga superiore a quella dei primi due secoli.

### Gli Imperatori illirici

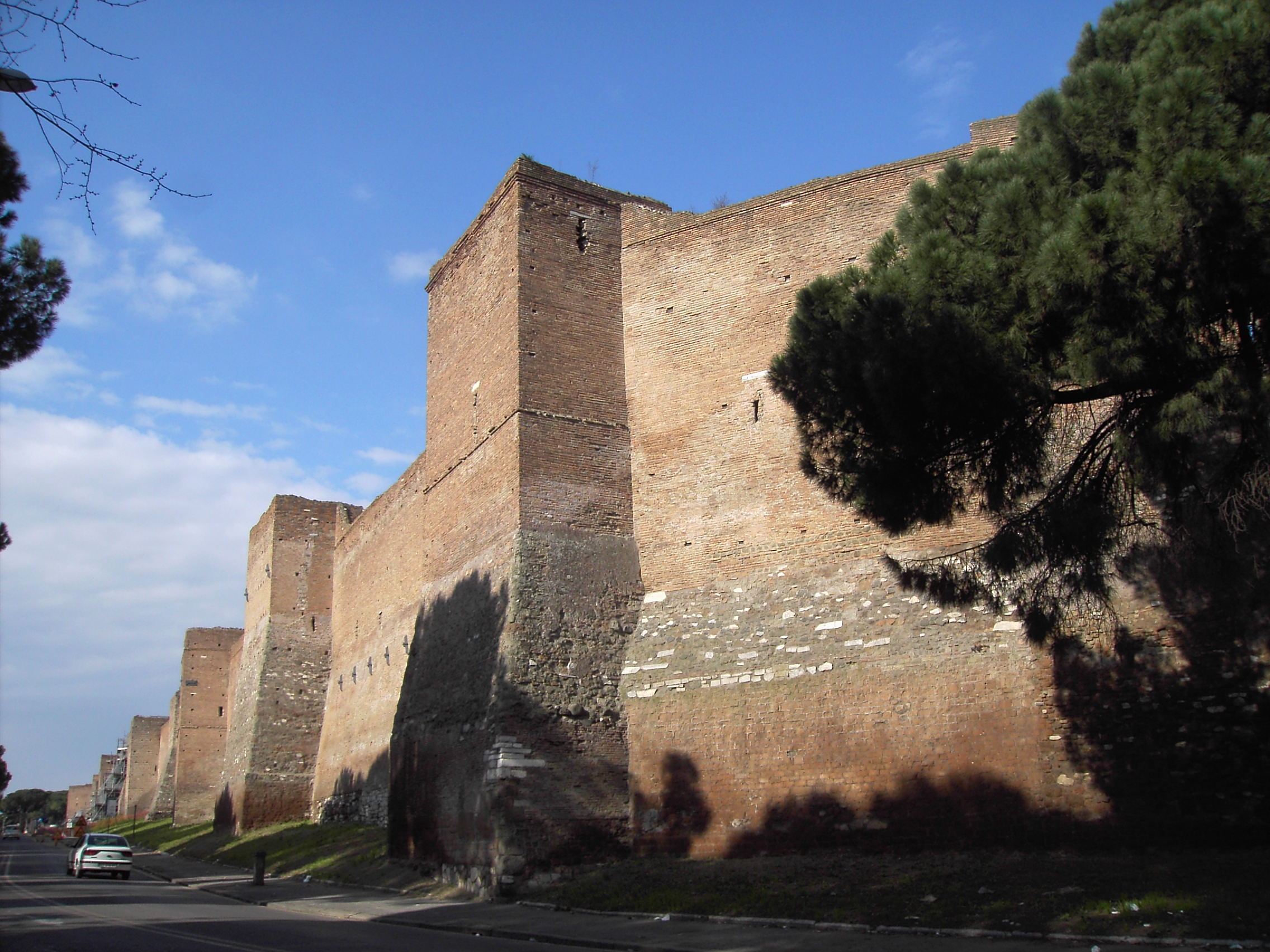
Le mura aureliane di Roma, edificate per opera di Aureliano nel 270–5. Queste furono le prime nuove mura di Roma a partire dalla costruzione delle Mura serviane dopo il sacco di Roma compiuto dai Galli 650 anni prima: esse rappresentano il simbolo della pervadente insicurezza nell'Impero del III secolo. Esse avevano in origine un'altezza di 8m, che fu raddoppiata a 16m dopo il sacco di Roma del 410

A Gallieno, ucciso da una congiura dei suoi stessi generali nel 268, successe il primo degli imperatori illirici: Claudio il Gotico, che regnò fino al 270 e morì di peste. Gli subentrò il fratello Quintillo, che poco dopo si fece da parte (forse suicidandosi) per lasciare il posto ad Aureliano. Quest'ultimo riuscì nell'impresa di riunificare l'impero, combattendo prima Zenobia e Vaballato in Oriente e poi Tetrico in Occidente. Anch'egli fu ucciso da una congiura militare nell'autunno del 275.
L'ascesa di questi Imperatori-soldati di origine illirica è una conseguenza delle misure prese dall'imperatore Gallieno (260-268), il quale aprì le porte delle cariche più importanti ai suoi comandanti militari, finora riservate soprattutto all'ordine senatorio. Nonostante la breve durata di questo periodo (meno di un ventennio dalla morte di Gallieno all'istituzione della tetrarchia di Diocleziano) risultò di fondamentale importanza per:
- aver messo fine al periodo dell'anarchia militare, cominciata dopo la morte di Alessandro Severo, e che aveva moltiplicato il numero di imperatori e usurpatori;
- tutti questi imperatori Illirici, erano soldati di professione, che riuscirono a porre un freno soprattutto alle invasioni barbariche del periodo lungo il fronte renano e danubiano. L'Imperatore assumeva così l'immagine, non più o soltanto di giudice ma soprattutto di leader in guerra;
- Con Aureliano l'Impero, diviso in tre parti con due secessioniste (Impero delle Gallie e regno di Palmira), tornerà unito.

A partire dal III secolo, gli Illiri e i Traci romanizzati, per lo più primipilares e i loro discendenti, cominciarono un'ascesa tra i ranghi dell'esercito che li portò a dominare i comandi superiori delle armate. Infine, alcuni degli ufficiali maggiori dell'esercito di origini illiriche/trace giunsero addirittura a diventare Imperatori. Nel 268, l'Imperatore Gallieno (r. 260–68) fu rovesciato da un coup d'état organizzato da ufficiali maggiori illirici dell'esercito, tra cui spiccavano i suoi successori Claudio il Gotico e Aureliano (270–75). Costoro e i loro successori Probo (276–82) e Diocleziano (r. 284–305) e i suoi colleghi tetrarchi formarono una sorta di autoperpetuatosi giunta militare di ufficiali illirici che erano nati nelle medesime province (alcuni addirittura nella stessa città, Sirmio, un'importante base legionaria in Mesia Superiore) o avevano servito nei stessi reggimenti.
La gunta pose rimedio alle disfatte militari del 251–71 con una serie notevole di vittorie, tra cui spicca la sconfitta nei pressi di Naisso di un vasto esercito gotico per opera di Claudio il Gotico, sconfitta così devastante che i Goti non rappresentarono più una minaccia seria per l'Impero per oltre un secolo, fino ad Adrianopoli (378).

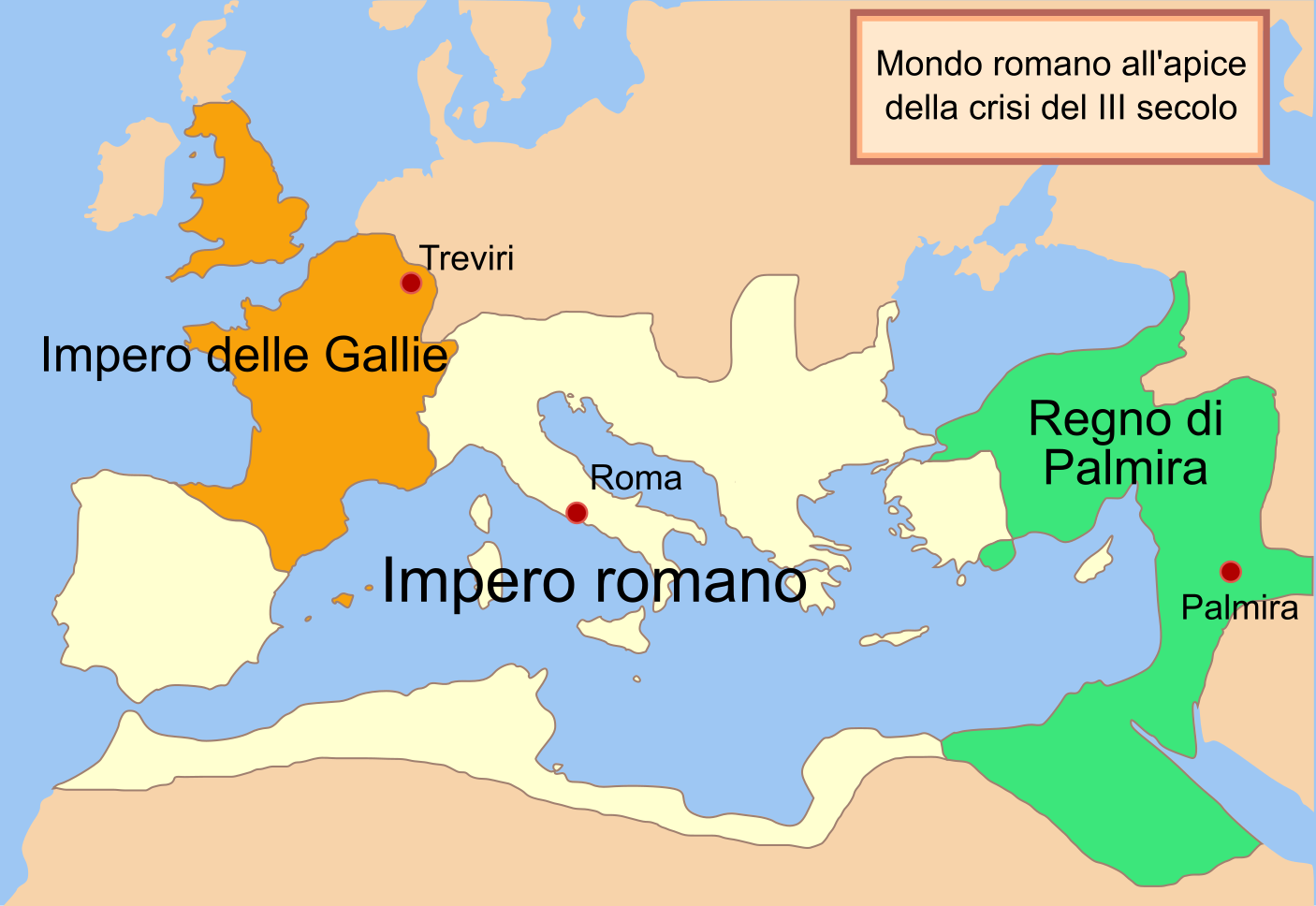
L'Impero romano degli imperatori “legittimi” al centro, con l'Impero delle Gallie ad Occidente, il Regno di Palmira a Oriente, all'apice del periodo dellAnarchia militare, poco dopo la morte di Gallieno (268), all'avvento dei cosiddetti Imperatori illirici

Gli Imperatori illirici erano in particolare preoccupati dello spopolamento delle province di frontiera in seguito alla peste e alle invasioni barbariche che avevano flagellato l'Impero nel corso della crisi del III secolo. Il problema era particolarmente acuto nelle province da dove provenivano, ovvero quelle danubiane, dove molta terra arabile non veniva più coltivata a causa della carenza di manodopera. Lo spopolamento era inoltre una seria minaccia al reclutamento e del rifornimento di provviste all'esercito. Nel tentativo di porre rimedio a questa situazione, gli Imperatori illirici perseguirono una politica aggressiva di reinsediamento in scala massiccia in territorio imperiale di prigionieri barbari sconfitti in battaglia e fatti prigionieri, costretti a coltivare le terre spopolate per l'Impero. Aureliano insedio un enorme numero di Carpi in Pannonia nel 272, mentre intorno al 275 evacuò la provincia di Dacia, spostando la popolazione dell'intera provincia in Mesia, un atto motivato dalla necessità di ripopolare la Mesia. Si narra che il suo successore Probo trasferì addirittura 100.000 Bastarni in Mesia nel 279/80 e successivamente fece lo stesso per enormi quantità di Gepidi, Goti e Sarmati. Diocleziani continuò questa politica, trasferendo nel 297 immense quantità di Bastarni, Sarmati e Carpi in territorio imperiale (secondo Vittore addirittura l'intera tribù dei Carpi fu trasferita). Anche se le precise condizioni con cui queste popolazioni furono insediate all'interno dell'Impero sono ignote (e potrebbero essere variate da caso a caso), in genere a queste popolazioni veniva concessa terra da coltivare in cambio dell'obbligo di servire nell'esercito romano con una quota di coscrizione molto più pesante della norma. Questa politica ebbe tre effetti benefici, dal punto di vista del governo romano: di aver indebolito la tribù ostile, di aver ripopolato le frontiere di provincia spopolate dalla peste (e aver ripopolato i campi abbandonati facendo in modo che ritornassero ad essere coltivati) e aver fornito nuove fonti di reclute per l'esercito. Ma ciò poteva anche essere vantaggioso per i prigionieri barbari, che spesso erano attratti dalla prospettiva di ricevere terra all'interno dell'Impero. Nel IV secolo, tali comunità erano note come laeti.
Gli Imperatori illirici governarono l'Impero per oltre un secolo, fino al 379. Inoltre, fino al 363, il potere era detenuto dai discendenti dei primi Imperatori illirici. Il padre di Costantino I, Costanzo Cloro, era, con il rango di Cesare, uno dei quattro Tetrarchi al tempo di Diocleziano. La dinastia di Costantino continuò a reggere l'Impero fino al 363, anno dell'uccisione dell'Imperatore Giuliano nel corso di una guerra contro la Persia. Gli Imperatori illirici riportarono l'esercito alla sua antica potenza militare, ma al prezzo di servire solo le necessità e gli interessi dei militari, con la conseguenza di alienarsi il favore delle famiglie benestanti senatoriali romane che dominavano il Senato e possedevano molte delle terre imperiali. Il sentimento di alienazione per l'esercito che sorse tra gli aristocratici romani portò poi alla tendenza che si fece sempre più acuta verso la fine del IV secolo di resistere alle richieste sempre più esorbitanti da parte dello stato di fornire reclute e provviste all'esercito.
In conclusione, la crisi politico-militare fu caratterizzata almeno da tre conflitti: quello esterno, innescato dalle invasioni barbariche; quello interno, tra l'aristocrazia senatoria ed i comandanti militari; e quello nelle file dell'esercito tra generali, imperatori ed usurpatori.
L'anarchia militare durata 50 anni dimostrò la maggiore importanza dell'elemento militare che doveva difendere l'Impero rispetto al Senato che aveva ormai perso non solo autorità, ma anche autorevolezza. Gli imperatori ormai non provenivano più dai ranghi del Senato, ma erano i generali che avevano fatto carriera nell'esercito ed erano stati proclamati dai soldati, ottenendo il potere dopo aver combattuto contro altri comandanti. Con la riforma dell'esercito operata da Gallieno (260-268) il Senato di Roma finì per essere escluso non solo sostanzialmente, ma anche ufficialmente dal comando militare, in quanto l'imperatore decretò che le legioni potessero essere guidate anche da praefecti di rango equestre (in precedenza il comando delle legioni era monopolio di legati di classe senatoria).

### Ascesa di Diocleziano
Con la morte dell'imperatore Numeriano nel novembre del 284 (a cui il padre Caro aveva affidato l'Oriente romano), ed il successivo rifiuto delle truppe orientali di riconoscere in Carino (il primogenito di Caro), il naturale successore, fu elevato alla porpora imperiale un validissimo generale di nome Diocleziano.
È possibile che Diocleziano sia stato a capo di una congiura dei generali che si liberarono sia di Numeriano, giovane più votato alla poesia che alle armi, che del suocero Apro. Inoltre, storicamente Diocleziano non intese presentarsi come vendicatore di Numeriano, tanto che fece cancellare il suo nome da molte epigrafi ufficiali, e dal panegirista Claudio Mamertino Diocleziano fu descritto come liberatore «da una crudelissima dominazione».
Poco dopo la morte di Apro, Diocle mutò il proprio nome nel più latinizzante «Diocleziano», adottando il nome di Gaio Aurelio Valerio Diocleziano. La guerra civile che ne scaturì vide la vittoria di Diocleziano (primavera del 285). Fu in seguito a questi eventi che Diocleziano riformò ed organizzò l'esercito romano che era uscito dalla grande crisi del III secolo. Alcuni suoi atti erano già stati in parte preceduti dalle trasformazioni volute dei suoi predecessori, ma Diocleziano impostò un'organica riorganizzazione.

## Nuove unità militari
Lo sfondamento ripetuto di tutte le frontiere romane, eredità della crisi del III secolo, costrinse Diocleziano e gli altri tetrarchi a dover creare nuove e numerose legioni da porre lungo i confini imperiali. Questa necessità strategica di difesa del limes, portò inevitabilmente ad un incremento del fabbisogno finanziario statale per mantenere le armate che ormai sembra superassero le 500.000 unità o forse raggiungessero le 600.000. Si rese così necessaria un'ulteriore tassazione del cittadino romano e una miglior distribuzione della circolazione monetaria per meglio rifornire le truppe alloggiate e distribuite a guardia dei confini provinciali.
| LEGIONE                                     | ARRUOLAMENTO PERIODO STORICO  | ANNI              | DESTINAZIONE INIZIALE |
| ------------------------------------------- | ----------------------------- | ----------------- | --------------------- |
| I Noricorum                                 | Probo? o Diocleziano?         | 278?-284?         | Norico                |
| I Pontica                                   | (Probo?) o Diocleziano        | (278?) o 288      | Ponto Polemoniaco     |
| I Iovia II Herculia                         | Diocleziano                   | 285-294           | Scytia                |
| III Herculia                                | Massimiano                    | 288-289           | Rezia                 |
| IV Parthica                                 | Diocleziano/Galerio           | 293 ?             | Mesopotamia e Osroene |
| V Iovia VI Herculia                         | Diocleziano                   | 294               | Pannonia Secunda      |
| I Maximiana II Flavia Constantia Thebaeorum | Massimiano                    | 296-297           | Egitto-Tebaide        |
| III Diocletiana                             | Diocleziano                   | 298               | Egitto                |
| I Armeniaca II Armeniaca                    | Diocleziano/Galerio           | 300 ?             | Armenia               |
| V Parthica VI Parthica                      | Diocleziano                   | 300-305           | Mesopotamia e Osroene |
| I Martia (o Martiorum Victrix)              | Diocleziano                   | 300-305           | Maxima Sequanorum     |
| I Flavia Gallicana Constantia               | Costanzo Cloro o Costantino I | 305/306 o 306/312 | Lugdunensis           |

## Uomini del corpo di truppa

### Gerarchie militari

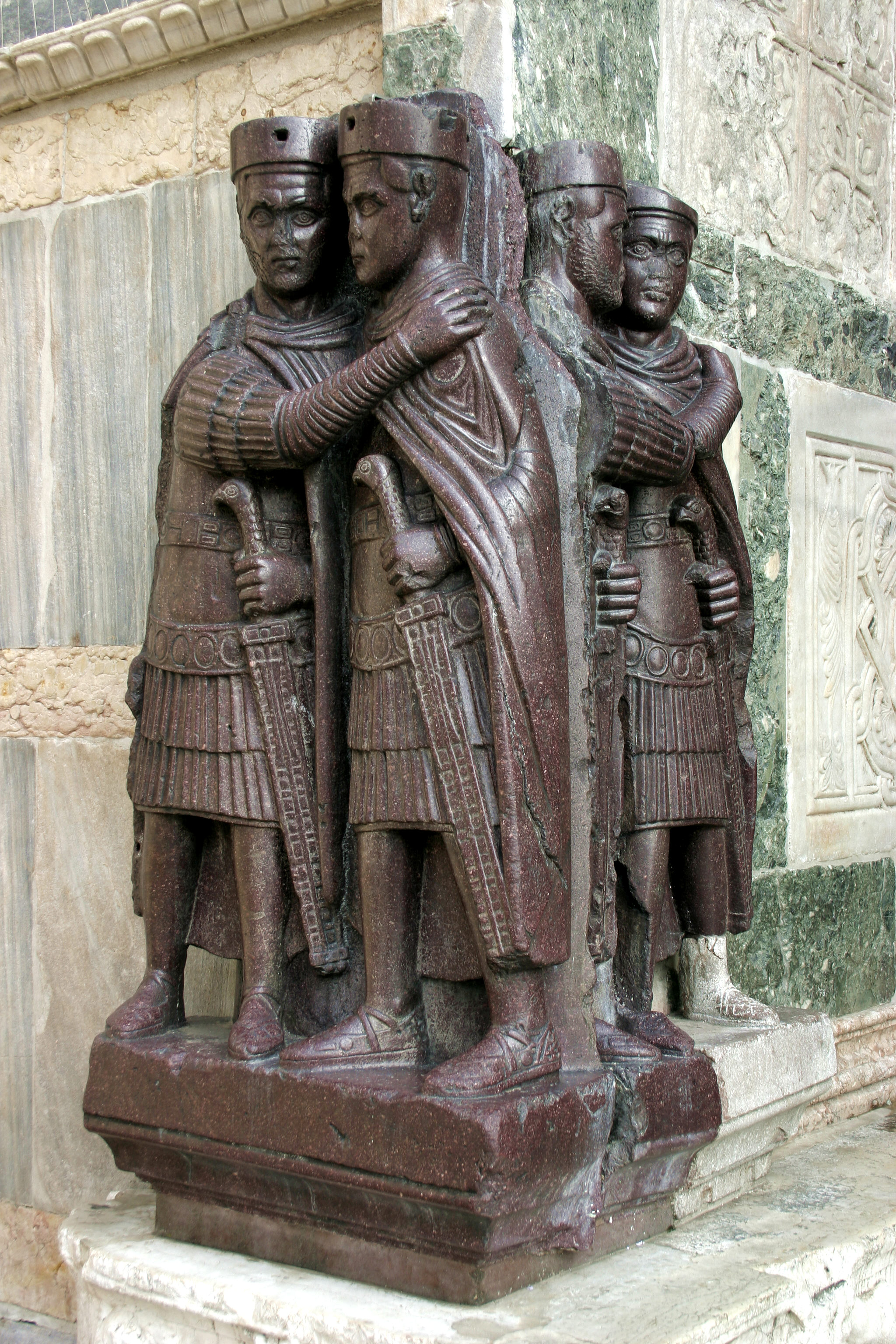
I tetrarchi, una scultura di porfido saccheggiata a Bisanzio nel 1204 (Basilica di San Marco a Venezia)

La vera grande riforma militare di Diocleziano fu soprattutto di tipo politico. Il nuovo imperatore dispose, prima di tutto, una divisione del sommo potere imperiale, dapprima attraverso una diarchia (due Augusti, a partire dal 285/286) e poi tramite una tetrarchia (nel 293, tramite l'aggiunta di due Cesari), compiendo così una prima vera "rivoluzione" sull'intera struttura organizzativa dell'esercito romano dai tempi di Augusto. Questa forma di governo a quattro, se da un lato non fu così felice nella trasmissione dei poteri (vedi successiva guerra civile), ebbe tuttavia il grande merito di fronteggiare con tempestività i pericoli esterni al mondo romano.. La presenza di due Augusti e due Cesari facilitava, infatti, la rapidità dell'intervento armato e riduceva i pericoli che la prolungata assenza di un unico sovrano poteva arrecare alla stabilità dell'Impero.
Diocleziano creò una vera e propria gerarchia militare sin dalle più alte cariche statali, quelle dei "quattro" Imperatori, dove il più alto in grado era l'Augusto Iovio (protetto da Giove), assistito da un secondo Augusto Herculio (protetto da un semidio, Ercole), a cui si aggiungevano i due rispettivi Cesari, ovvero i "successori designati". In sostanza si trattava di un sistema politico-militare che permetteva di dividere meglio i compiti di difesa del confine: ogni tetrarca, infatti, curava un singolo settore strategico e la sua sede amministrativa era il più possibile vicino alle frontiere che doveva controllare (Treviri e Milano in Occidente; Sirmio e Nicomedia in Oriente), in questo modo era possibile stroncare rapidamente i tentativi di incursione dei barbari, evitando che diventassero catastrofiche invasioni come quelle che si erano verificate nel III secolo.

#### I nuovi comandanti provinciali: iduces
Con la riforma tetrarchica di Diocleziano, le province romane furono organizzate in diocesi, ognuna amministrata da un vicario, che era assistito da un dux per quelle di frontiera. Quando il vicario chiamava le legioni all'azione, il loro comando spettava al comes sotto il quale era posto anche lo stesso dux ed i suoi reparti di limitanei. Il Comes era poi posto alle dipendenze del magister militum della sua prefettura del pretorio, sopra il quale c'era solo l'Imperatore.
Nella Notitia Dignitatum degli inizi del V secolo sono menzionati:
- 12 duces per l'Oriente, come segue: Dux Libyarum, Dux Thebaidos, Dux Foenicis, Dux Syriae, Dux Palaestinae, Dux Osrhoenae, Dux Mesopotamiae, Dux Arabiae, Dux Armeniae, Dux Scythiae, Dux Moesiae secundae, Dux Moesiae primae, Dux Daciae ripensis;
- 11 per l'Occidente, come segue: Dux limitis Mauretaniae Caesariensis, Dux limites Tripolitani, Dux Pannoniae secundae, Dux Valeriae ripensis, Dux Pannoniae primae et Norici ripensis, Dux Raetiae primae et secundae, Dux Sequanicae, Dux tractus Armoricani et Neruicani, Dux Belgicae secundae, Dux Britanniarum, Dux Mogontiacensis.

### Reclutamento
Per assicurarsi che l'esercito ricevesse sufficienti reclute, Diocleziano sembra aver istituito una sistematica coscrizione annuale di cittadini romani per la prima volta fin dai tempi della Repubblica romana. Inoltre, era probabilmente il responsabile per il decreto, attestato per la prima volta nel 313, con il quale venivano costretti ad arruolarsi i figli dei veterani e dei militari in generale.
Sotto Diocleziano, il numero delle legioni, e probabilmente anche delle altre unità, vennero più che raddoppiate. Ma è improbabile che le dimensioni complessive dell'esercito fossero aumentate di molto, poiché l'aumento delle legioni fu raggiunto riducendone le dimensioni di ognuna, in alcuni casi anche drasticamente: ad esempio le nuove legioni di Diocleziano sembrano aver annoverato appena 1.000 soldati ciascuna, un numero di gran lunga inferiore ai 5.500 soldati che all'epoca del Principato componevano ciascuna legione; pertanto, le nuove legioni aumentarono il numero complessivo di legionari solo del circa 15%. Nonostante ciò, gli studiosi concordano generalmente che Diocleziano aumentò sostanzialmente le dimensioni complessive dell'esercito, di almeno il 33%. Tuttavia, l'unica cifra riportata dalle fonti antiche superstiti riporta per le dimensioni dell'esercito di Diocleziano la cifra di 390.000 soldati, che è all'incirca la stessa di quella dell'esercito nel 130 circa sotto Adriano e di gran lunga inferiore alla cifra di 440.000 soldati sotto Settimio Severo. La contraddizione apparente si potrebbe spiegare con la supposizione che Diocleziano trovò all'inizio del suo regno un esercito inferiore in dimensioni rispetto a quello dell'epoca dei Severi, in quanto le dimensioni dell'esercito era stata ridotta a causa delle epidemie di peste e dei disastri militari che flagellarono l'Impero nel III secolo. In questo caso, la semplice restaurazione delle antiche dimensioni dell'esercito alla fine del II secolo avrebbe senz'altro portato a un consistente aumento delle dimensioni.

## Tattica
Una conseguenza di questa trasformazione delle frontiere fu anche l'aumento della protezione delle nuove e vecchie strutture militari, che vennero adeguate alle nuove esigenze difensive (tale necessità non era così urgente nei primi due secoli dell'Impero romano, dedicati soprattutto alla conquista di nuovi territori). Le nuove fortezze cominciarono così ad essere costruite, o ricostruite, in modo più compatto nelle loro dimensioni (riducendone il perimetro complessivo), più solide nello spessore delle loro mura (in alcuni casi si passò da uno spessore di 1,6 metri a 3,4 metri, come nel caso della fortezza di Sucidava) e con un maggior utilizzo di torri esterne, per migliorarne la difesa.
Diocleziano, in sostanza, non solo intraprese una politica a favore dell'aumento degli effettivi, ma anche volta a migliorare e moltiplicare le costruzioni militari del periodo, sebbene queste ultime siano risultate, sulla base dei ritrovamenti archeologici, meno numerose di quanto non abbiano raccontato gli antichi ed i moderni..

### Rifornimenti
La preoccupazione primaria di Diocleziano era riuscire a garantire approvvigionamenti di cibo per le armate su basi razionali e sostenibili. A questo fine, l'Imperatore pose fine all'arbitraria requisizione di cibo da destinare all'esercito (indictiones), il cui peso gravava principalmente sulle province di frontiera. Istituì un sistema di regolari indictiones annuali con la tassa richiesta proporzionale all'ammontare di terra coltivata in ogni provincia, dati ottenuti tramite un censo della terra e dei contadini di tutto l'Impero. Nel tentativo di risolvere il problema dello spopolamento dei campi (con conseguente riduzione della produzione di cibo), decretò che i contadini, che erano stati sempre liberi di abbandonare le loro terre durante il Principato, avevano l'obbligo di non abbandonare mai la località in cui essi erano stati registrati dal censo. Questa misura ebbe l'effetto di legare legalmente i contadini (coloni) e i loro discendenti alla terra dei loro padroni, i grandi proprietari terrieri.

### Infrastrutture militari
In parallelo con la restaurazione delle dimensioni dell'esercito, Diocleziano tentò di rinforzare tutte le frontiere dell'Impero tramite un rinforzamento delle sue difese: in particolare costruì nuove fortezze sulla frontiera, nonché strade militari di rilevante importanza strategica. In particolare istituì province militarizzate con una grande concentrazione di militari, allo scopo di difendere le province indifese lontane dai confini. Man mano che le minacce lungo le frontiere divennero sempre più potenti e sofisticate, il normale sistema difensivo di combattere il nemico all'esterno dei confini cominciò a fallire. La linea di difesa venne conseguentemente spostata lungo la frontiera costruendo mura e valli più resistenti e mantenendo alla difesa della frontiera una forza stazionaria. Oltre i valli ogni nemico che avesse fatto irruzione all'interno dell'Impero avrebbe trovato città fortificate, fortezze, nonché fattorie fortificate, per cui sarebbe stato costretto a rallentare la loro avanzata concedendo all'esercito mobile romando sufficiente tempo per poter intervenire respingendo l'invasione.
Diocleziano apportò, inoltre, importanti cambiamenti alla struttura dell'esercito. L'esercito all'epoca di Diocleziano era costituito da armate mobili e stazionarie, al posto di forze ausiliarie e legionarie; le armate mobili erano costituite sia da fanti che da cavalieri, mentre le forze stazionarie agivano come milizia locale. La cavalleria aveva capacità di combattimento uniche e sarebbe stata in grado di combattere con successo senza il sostegno della fanteria; le unità di cavalleria divennero note come vexilliatones.

## Strategia lungo le frontiere: difesa "in profondità"

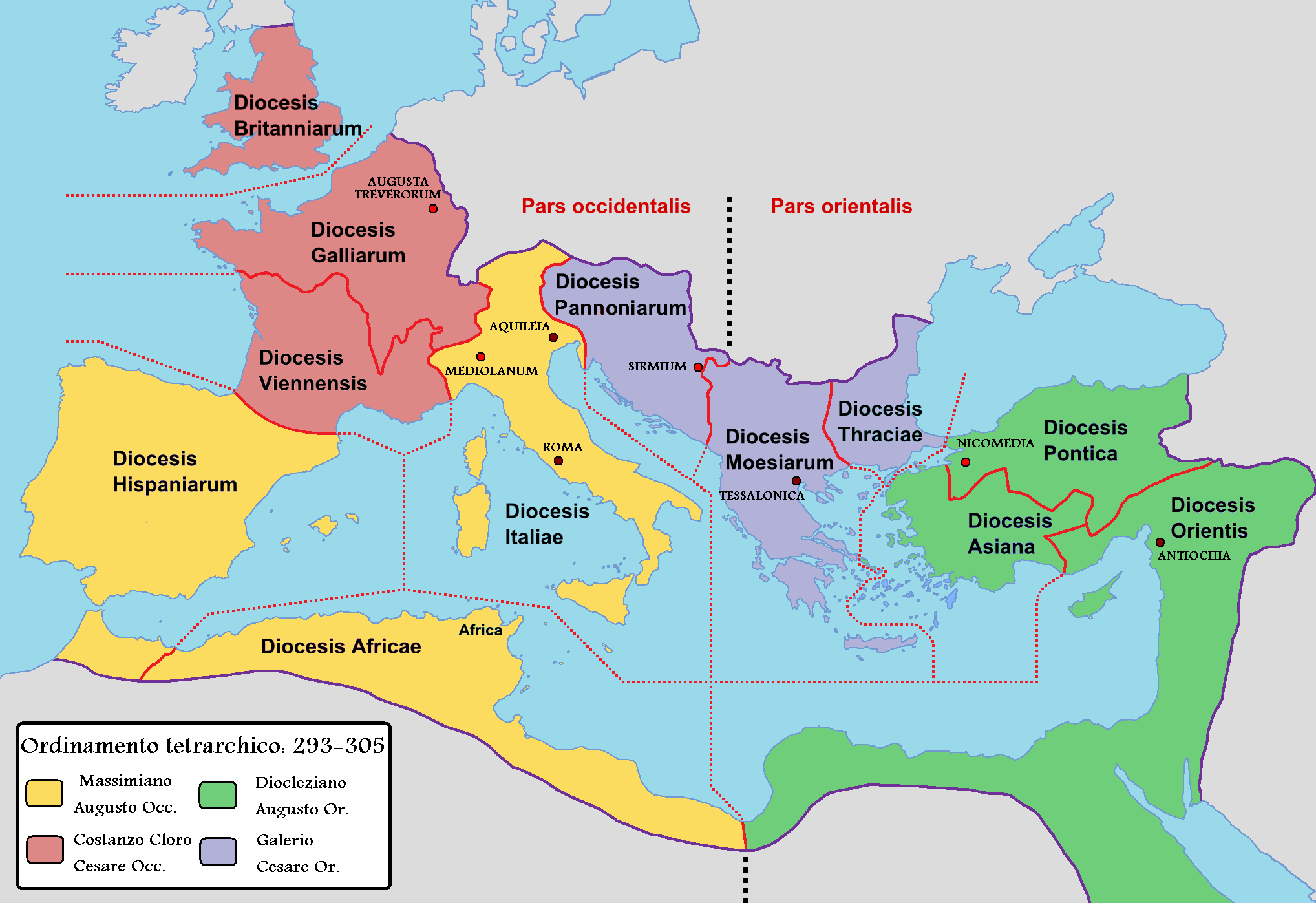
Le 4 parti e le 12 diocesi nella nuova divisione tetrarchica dell'impero romano voluta da Diocleziano attorno al 300.

Il sistema difensivo dei confini venne reso più elastico e "profondo": alla rigida difesa del vallum venne aggiunta una rete sempre più fitta di castella interni, collegati tra di loro da un più complesso sistema viario (un esempio su tutti: la strata Diocletiana in Oriente). In sostanza si passò da un sistema difensivo di tipo "lineare" ad uno "più profondo" (sebbene non nelle proporzioni generate dalla crisi del III secolo, quando Gallieno e gli imperatori illirici erano stati costretti dai continui "sfondamenti" del limes a far ricorso a "riserve" strategiche molto "interne" rispetto alle frontiere imperiali), che vide un notevole ampliamento dello "spessore" del limes, il quale fu esteso da una fascia interna del territorio imperiale ad una esterna, in Barbaricum, attraverso la costruzione di numerose "teste di ponte" fortificate (anche oltre i grandi fiumi Reno, Danubio ed Eufrate), avamposti con relative vie di comunicazione e strutture logistiche.
(Zosimo, Storia nuova, II, 34.1.)
L'aspetto complessivo che l'esercito assunse conseguentemente all'operato di Diocleziano, lodato dallo storico Zosimo, è quello di un apparato quantitativamente concentrato lungo le frontiere, che nello stesso tempo però manteneva un ristretto nucleo mobile centrale qualitativamente eccelso (un'evoluzione ulteriore di quanto aveva fatto Settimio Severo, con il posizionamento della legio II Parthica nei castra Albana, poco distante da Roma), il comitatus. Diocleziano, infatti, perfezionò ciò che di buono era stato "riformato" sotto Gallieno e gli imperatori illirici (da Aureliano a Marco Aurelio Probo, fino a Marco Aurelio Caro), i quali avevano adattato l'esercito alle esigenze della grande crisi del III secolo. Egli, difatti, trasformò la "riserva strategica mobile" introdotta da Gallieno in un vero e proprio "esercito mobile" detto comitatus ("compagnia"), nettamente distinto dall'"esercito di confine" o limitaneo. Probabilmente il comitatus dioclezianeo era costituito da due vexillationes (Promoti e Comites) e da tre legiones (Herculiani, Ioviani e Lanciarii), mentre la "riserva strategica mobile" di Gallieno era costituita unicamente da vexillationes.

### Fronte settentrionale
Nel 285 al nuovo ed unico imperatore, Diocleziano, toccò respingere nuove invasioni germano-sarmatiche sia in Mesia sia in Pannonia, ancora una volta favorite dall'aver sguarnito le frontiere del medio-basso tratto danubiano a causa della recente guerra civile. Contemporaneamente Massimiano mosse in Gallia contro i ribelli Bagaudi, e le orde barbariche di Burgundi ed Alemanni. L'anno successivo il prefetto della flotta del canale della Manica, il futuro usurpatore Carausio, riuscì a respingere gli attacchi dei pirati Franchi e Sassoni lungo le coste della Britannia e della Gallia Belgica. Ancora nel 287 le armate romane ottennero nuovi successi sulle tribù germaniche di Alemanni e Burgundi sull'alto Reno, oltre a Sassoni e Franchi lungo il corso inferiore. Nel 288 e nel 289 furono ottenuti nuovi successi da Massimiano sugli Alemanni, in un'azione combinata con lo stesso Diocleziano e con Costanzo Cloro, e poi sui Franchi.
Nel 293 Diocleziano ricevette la quinta acclamazione come "Germanicus maximus" in seguito ai successi riportati da Costanzo Cloro, il quale dopo aver marciato su per la costa fino agli estuari di Reno e Schelda, riportò una vittoria sugli alleati franchi del ribelle Carausio. Nuovi successi furono riportati dalle armate romane, nel 294 contro le tribù sarmatiche e gotiche, nel 295 e 297 contro i Carpi (questi ultimi trasferiti in territorio romano), nel 298 contro gli Alemanni (nella battaglia di Lingones e di Vindonissa), ed ancora contro i Goti, nel 299 ancora contro Carpi, Bastarni e Sarmati Roxolani ed infine nel 300 nuovamente contro i Sarmati.

### Fronte orientale
Nell'ottobre del 293 Diocleziano si recò a Sirmio per organizzare una nuova campagna militare per l'anno successivo contro i sarmati Iazigi, insieme a Galerio appositamente creato cesare dal 1º aprile del 293, per meglio dividersi i compiti lungo le frontiere imperiali dell'Oriente romano. Sembra, infatti, dalle affermazioni di Eutropio che una nuova guerra tra Roma e la Persia iniziò proprio nel 293. Ma è solo nel 296 che il cesare Galerio, fu chiamato da Diocleziano (alle prese con una rivolta in Egitto) per intraprendere una campagna militare contro Narsete, sovrano sasanide asceso al trono tre anni prima e che aveva invaso la provincia romana di Siria. L'esercito romano, una volta passato l'Eufrate con forze insufficienti, andò incontro a una cocente sconfitta presso Nicephorium Callinicum, a seguito della quale Roma perse la provincia di Mesopotamia. Tuttavia, nel 297, avanzando attraverso le montagne dell'Armenia, ottenne una vittoria decisiva sull'Imperatore sasanide Narsete, ricavandone un enorme bottino, che comprendeva l'harem di Narsete.
Approfittando del vantaggio, prese la città di Ctesifonte, costringendo Narsete alla pace l'anno successivo. La Mesopotamia ritornò sotto il controllo romano, l'Armenia fu riconosciuta protettorato romano, mentre a Nisibi furono accentrate le vie carovaniere dei commerci con l'estremo Oriente (Cina e India). Con il controllo di alcuni territori ad est del fiume Tigri, fu raggiunta la massima espansione dell'impero verso est (298). Galerio celebrò poi la propria vittoria erigendo un arco trionfale a Tessalonica, sebbene non avesse accolto favorevolmente il trattato di pace, poiché avrebbe preferito avanzare ulteriormente in territorio persiano, sulle orme di Traiano. Al termine di queste campagne (o forse poco prima), furono arruolate e posizionate in Oriente almeno cinque nuove legioni: la I Armeniaca e la II Armeniaca lungo l'Eufrate in Armenia; la IIII, V e VI Parthica in Mesopotamia ed Osroene.

### Fronte meridionale
Lungo il fronte africano sappiamo che per la prima volta nel 290, i Saraceni, tribù araba stanziata nella penisola del Sinai, tentarono invano di invadere la Siria; nel 293 scoppiò una guerra contro i Quinquegentiani, domata solo quattro anni più tardi da Massimiano; nel 296-298, sempre l'augusto Massimiano riuscì a respingere le tribù dei Mauri ed a debellare quella dei Quinquegentiani, che erano penetrati anche in Numidia, poi fu la volta (nel 297) dei Berberi; ed infine nel 298 i territori del Dodecascheno furono abbandonati ed affidati ai Nobati, come federati contro i Blemmi.

### Dislocazione delle legioni nel 305 d.C.
Sappiamo che all'abdicazione di Diocleziano c'erano almeno 53 legioni o forse 56 (oltre probabilmente alla Legio I Isaura Sagittaria in Oriente; alla legio I Iulia Alpina, legio II Iulia Alpina e legio III Iulia Alpina posizionate a guardia delle Alpi), così come è evidenziato qui sotto nella tabella riassuntiva sulla loro dislocazione (nel 305):
| N. fortezze legionarie | unità legionaria                           | località antica                 | località moderna            | provincia romana       |
| ---------------------- | ------------------------------------------ | ------------------------------- | --------------------------- | ---------------------- |
| 1                      | Legio VI Victrix:                          | Eburacum                        | York                        | Britannia Secunda      |
| 2                      | Legio XX Valeria Victrix                   | Deva Victrix                    | Chester                     | Britannia Prima        |
| 3                      | Legio II Augusta                           | Isca Silurum e/o Rutupiae       | Caerleon e/o Richborough    | Britannia Prima        |
| 4                      | Legio XXX Ulpia Victrix                    | Vetera                          | Xanten                      | Germania Secunda       |
| 5                      | Legio I Minervia                           | Bonna                           | Bonn                        | Germania Secunda       |
| 6 e 7                  | Legio XXII Primigenia e Legio VI Gallicana | Mogontiacum                     | Magonza                     | Germania Prima         |
| 8                      | Legio VIII Augusta                         | Argentoratae                    | Strasburgo                  | Germania Prima         |
| 9                      | Legio I Martia (?)                         | Castrum Rauracense (?)          | Kaiseraugs                  | Maxima Sequanorum      |
| 10                     | Legio III Italica                          | Castra Regina                   | Ratisbona                   | Rezia                  |
| 11                     | Legio III Herculea                         | Caelius Mons                    | Kellmünz an der Iller       | Rezia                  |
| 12                     | Legio II Italica                           | Lauriacum                       | Enns                        | Noricum Ripensis       |
| 13                     | Legio I Noricorum                          | Ad Iuvense                      | Ybbs?                       | Noricum Ripensis       |
| 14                     | Legio X Gemina                             | Vindobona                       | Vienna                      | Pannonia Prima         |
| 15                     | Legio XIV Gemina                           | Carnuntum                       | Altenburg-Petronell         | Pannonia Prima         |
| 16                     | Legio I Adiutrix                           | Brigetio                        | Komárom                     | Pannonia Valeria       |
| 17                     | Legio II Adiutrix                          | Aquincum                        | Budapest                    | Pannonia Valeria       |
| 18                     | Legio VI Herculea                          | Ad Militare                     | Batina                      | Pannonia Secunda       |
| 19                     | Legio V Iovia                              | Bononia                         | Banoštor                    | Pannonia Secunda       |
| 20                     | Legio IIII Flavia Felix                    | Singidunum                      | Belgrado                    | Moesia Prima           |
| 21                     | Legio VII Claudia                          | Viminacium                      | Kostolac                    | Moesia Prima           |
| 22                     | Legio XIII Gemina                          | Ratiaria                        | Archar                      | Dacia Ripensis         |
| 23                     | Legio V Macedonica                         | Oescus                          | Pleven                      | Dacia Ripensis         |
| 24                     | Legio I Italica                            | Novae                           | Svištov                     | Moesia Secunda         |
| 25                     | Legio XI Claudia                           | Durostorum                      | Silistra                    | Moesia Secunda         |
| 26                     | Legio II Herculia                          | Troesmis                        | Iglita                      | Scythia Minor          |
| 27                     | Legio I Iovia                              | Noviodunum                      | Isaccea                     | Scythia Minor          |
| 28                     | Legio I Pontica                            | Trapezus                        | Trebisonda                  | Pontus Polemoniacus    |
| 29 e 30                | Legio XV Apollinaris e legio II Armeniaca  | Satala                          | Sadagh                      | Armenia Prima          |
| 31                     | Legio I Armeniaca                          | Claudiopolis                    | Mut                         | Armenia Prima          |
| 32                     | Legio XII Fulminata                        | Melitene                        | Melitene                    | Armenia Prima          |
| 33                     | Legio II Isaura                            | ?                               | ?                           | Isauria                |
| 34                     | Legio III Isaura                           | ?                               | ?                           | Isauria                |
| 35                     | Legio VI Parthica?                         | Nisibis?                        | Nusaybin                    | Mesopotamia e Osrhoene |
| 36                     | Legio V Parthica                           | Amida                           | Diyarbakır                  | Mesopotamia e Osrhoene |
| 37                     | Legio III Parthica?                        | Apatna? o Arbana?               |                             | Mesopotamia e Osrhoene |
| 38                     | Legio IIII Italica?                        | Resaina?                        | Ras al-Ayn                  | Mesopotamia e Osrhoene |
| 39                     | Legio I Parthica                           | Singara                         | Sinjar                      | Mesopotamia e Osrhoene |
| 40                     | Legio IIII Parthica                        | Circesium                       | Buseira                     | Mesopotamia e Osrhoene |
| 41                     | Legio II Parthica                          | Cefae                           | ?                           | Mesopotamia e Osrhoene |
| 42                     | Legio XVI Flavia Firma                     | Sura                            | Sura                        | Syria Euphratensis     |
| 43                     | Legio IV Scythica                          | Oresa                           | Taybè                       | Syria Euphratensis     |
| 44                     | Legio I Illyricorum                        | Palmira                         | Tadmur                      | Syria Phoenicia        |
| 45                     | Legio III Gallica                          | Danaba                          | Mehin                       | Syria Phoenicia        |
| 46                     | Legio III Cyrenaica                        | Bostra                          | Bosra                       | Arabia Petraea         |
| 47                     | Legio IIII Martia                          | Betthorus                       | El-Lejjun                   | Arabia Petraea         |
| 48                     | Legio X Fretensis                          | Aila                            | Elat                        | Syria Palaestina       |
| 49                     | Legio II Traiana Fortis                    | Nicopolis e Apollinopolis Magna | Alessandria d'Egitto e Edfu | Aegyptus Iovia         |
| 50                     | Legio III Diocletiana                      | Ombos                           | Kôm Ombo                    | Aegyptus Iovia         |
| (vedi 23)              | vexill. Legio V Macedonica                 | Memphis                         | Menfi                       | Aegyptus Herculia      |
| (vedi 22)              | vexill. Legio XIII Gemina                  | Babylon                         | Il Cairo                    | Aegyptus Herculia      |
| 51                     | Legio I Maximiana                          | Philae                          | File                        | Aegyptus Thebaida      |
| 52                     | Legio III Augusta                          | Lambaesis                       | Lambèse                     | Numidia                |
| 53                     | Legio VII Gemina                           | Legio                           | León                        | Gallaecia              |

### Dimensione dell'esercito dioclezianeo
La nuova forma di governo messa in atto non era del tutto nuova per l'Impero romano: basti pensare alla prima diarchia di Marco Aurelio e Lucio Vero della fine del II secolo. È da aggiungere che la divisione interna del mondo romano in quattro diversi settori strategici (a sua volta suddiviso in 12 diocesi, con l'aggiunta di numerose nuove province) portò, tuttavia, inevitabilmente ad un aumento del numero degli effettivi, con il conseguente irrigidimento del servizio di leva obbligatorio e l'introduzione del servizio di leva ereditario. Il numero delle legioni non solo fu aumentato, ma fu meglio distribuito: si cominciarono a utilizzare sempre più spesso loro vexillationes, riducendo il numero degli effettivi della "legione madre" a vantaggio di sue "parti" inviate in altri settori strategici, dai quali mai più avrebbero fatto ritorno al "campo base".
Con la riforma tetrarchica di Diocleziano il numero complessivo delle legioni fu portato nel 300 a 53/56. La guarnigione di Roma subì un importante incremento (forse già nel corso del III secolo). Vi erano, infatti, 10 coorti pretorie di 1.000 uomini ciascuna, 4 coorti urbane di 1.500 uomini ciascuna, 7 di vigili di 1.000 uomini ciascuna e 1.000 equites singulares, per un totale di 24.000 uomini. La flotta del periodo era invece attestata attorno ai 45.500 uomini, come testimonierebbe un certo Giovanni Lido, monaco che scrisse ai tempi di Giustiniano. In totale le armate messe in campo assommavano tra le 500.000 e le 600.000 unità, vale a dire 125.000/150.000 armati per singolo Augusto o Cesare.